# Circuit du Comminges

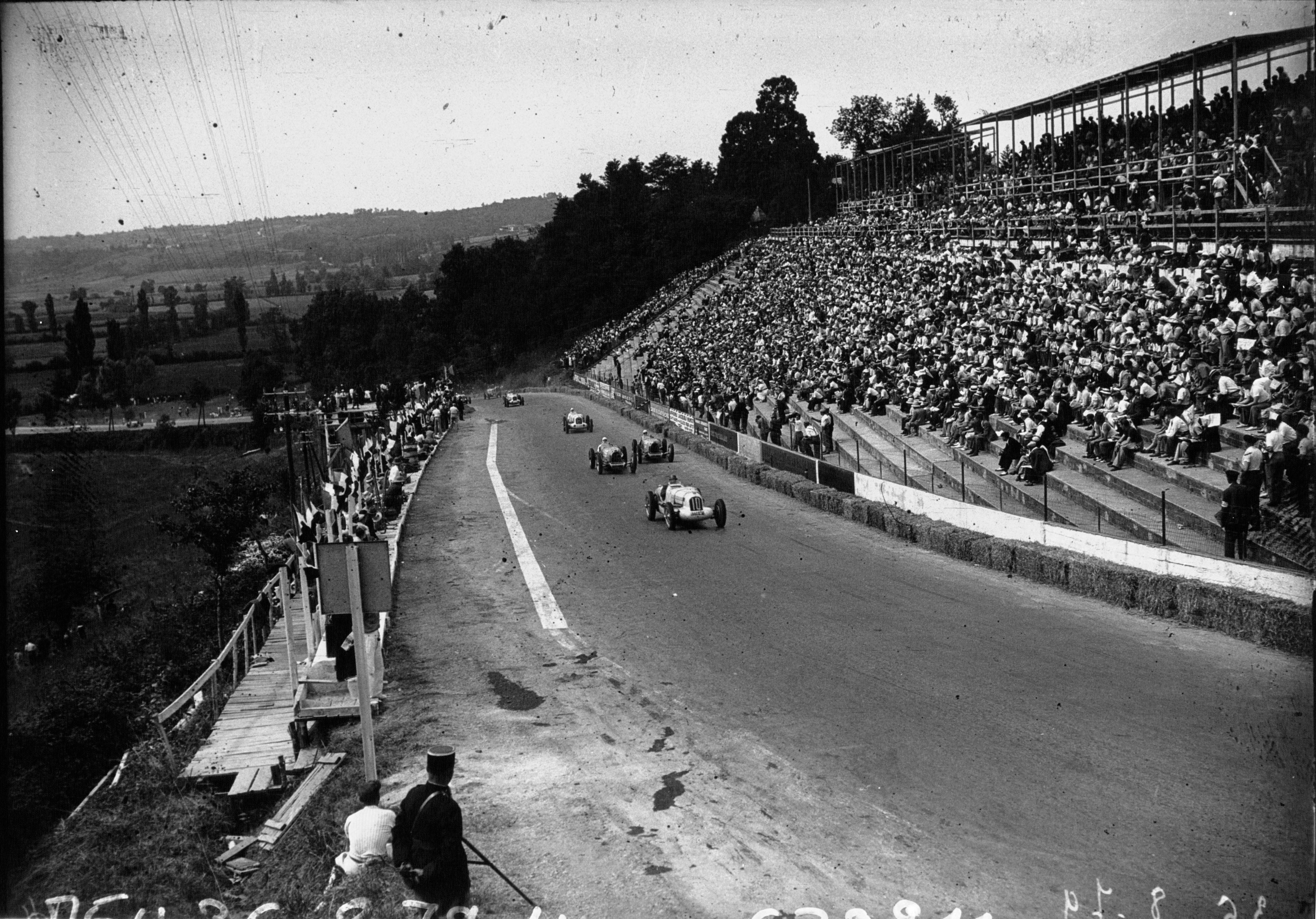
Grand Prix du Comminges 1936

Der Circuit du Comminges war eine temporäre Motorsport-Rennstrecke auf öffentlichen Straßen im Comminges, Département Haute-Garonne in der Nähe von Saint-Gaudens in Frankreich.

## Geschichte
Auf der Rennstrecke, die im Laufe ihrer Geschichte in 3 unterschiedlichen Streckenlängen befahren wurde, fanden zwischen 1922 und 1954 Automobil-Rennen statt, darunter regelmäßig der Grand Prix du Comminges. 1928 wurde auf dem Circuit du Comminges der Große Preis von Frankreich ausgetragen, der mit einem Sieg des Briten William Grover-Williams auf Bugatti endete. Die Streckenlänge betrug 27 Kilometer.
Nach dem Zweiten Weltkrieg wurden Rennen der Formel 2 ausgerichtet. Die letzten Sieger waren André Simon und Alberto Ascari, die sich am Steuer eines Ferrari 500 ablösten.
Zwischen 1927 und 1949 wurde auf dem Circuit du Comminges außerdem dreimal der Große Preis von Frankreich für Motorräder ausgetragen. Sieger dabei waren unter anderem Frank Longman, Syd Crabtree, Fergus Anderson und Leslie Graham.